# Coolie itch
Coolie itch (ризоглифусиоз) — акариаз, вызванный Rhizoglyphus parasiticus, характеризующийся интенсивным зудом.
Болезнь наблюдается на ногах индийских кули, работающих на чайных плантациях, и всегда начинается с пузырьков между пальцами. Поражаются кожа ног. Возникает зуд.
Возбудитель — клещ Rhizoglyphus parasiticus. Похожую болезнь могут вызвать внедряющиеся в кожу личинки анкилостом (см. Анкилостомоз), нематоды (см. Унцинариоз).
Луковый клещ Rhizoglyphus hyacinthi живёт в разлагающемся луке: при попадании на кожу, как это показали Штейн и Павловский, вызывает воспаление и служит причиной кожных поражений крестьян, разводящих в большом количестве лук. Луковый клещ проявляет токсическое действие на кожу. Опыты Е. Н. Павловского и А. Штейна, которые втирали свежую кашицу из луковых клещей, вызывали развитие воспалительного процесса в коже человека. При повторном втирании у людей возникали более тяжёлые местные реакции, а также слабость, быстрая утомляемость, повышение температуры тела до 39° С и т. д.
Луковичный корневой клещ Rhizoglyphus echinopus (Fumouze & Robin) имеет широкое овальное тело светло-жёлтого цвета, суженное к концу, длиной 0,5-1 мм, может вызывать отоакариаз.
Rhizoglyphus robini — вызывает дерматит у людей, работающих с луковицами. 
См. Акародерматиты.